# Vylidňování Kraje Vysočina
Kraj Vysočina společně s Moravskoslezským krajem jsou kraje, ze kterých se lidé nejvíce stěhují pryč. Kraj Vysočina je čtvrtý nejméně lidnatý kraj, i tak je na jeho území 704 obcí, druhý nejvyšší počet po Středočeském kraji. Převážnou většinu obyvatelstva kraje tvoří lidé žijících na vesnicích. Nejvíce se ho tedy týká problém vylidňování vesnic. Od roku 1991 je čím dál více populárnější stěhování do měst o velikosti do deseti tisíc obyvatel, které jsou v dojezdové vzdálenosti od měst větších. Některé části Vysočiny jsou od velkých měst daleko a ve vlastním kraji jsou pouze menší města. Protože se lidé začali soustřeďovat v satelitních městečkách, která jsou také považovány za venkov, obecně se vylidňování venkova zastavilo, ale v především v pohraničních oblastech, v oblasti kraje Kraje Vysočina a v oblastech s vysokou nezaměstnaností vylidňování venkova dochází stále.
Kraj Vysočina se od roku 2009 vylidňoval, vylidňování pokračovalo až do roku 2018. Nejvíce se počet obyvatel kraje snížil v roce 2013 o 990 obyvatel. V roce 2016 bylo snížení počtu obyvatel způsobeno migrací, protože se narodilo více dětí než zemřelo lidí. Snižování počtu obyvatel pokračovalo i v prvním čtvrtletí roku 2017. V roce 2018 Kraj Vysočina měl mezi kraji nejnižší růst počtu obyvatel, ale v dalších šesti krajích se počet obyvatel snížil.
V roce 2022 ale Vysočina opět patřila mezi kraje, kde se počet obyvatel snížil, celkem bylo takových krajů osm. Podle projekce Českého statistického úřadu má vylidňování kraje Vysočina pokračovat i v dalších letech.
Nárůst počtu obyvatel byl v Kraji Vysočina v období ekonomického růstu v letech 2005 až 2008. Do stejného roku rostla i porodnost, ta se pak zpomalila.
Kraj trpí odlivem mladých lidí, od roku 2001 do roku 2011 kraj ztratil prvenství v největším podílu dětí v populaci.
Výjimkou z trendu byl konec roku 2022 a rok 2023, kdy se počet obyvatel zvýšil o 3183 (do konce prvního pololetí 2183, do konce třetího čtvrtletí 2821) lidí, ovšem už v prvním čtvrtletí roku 2024 se počet obyvatel snížil o 2066 obyvatel. Toto bylo ale způsobeno především zahraniční migrací. Jednalo se ovšem o čtvrtletní výkyv, který byl vykompenzován v následujících čtvrtletích, protože za celé první tři čtvrletí počet obyvatel kraje poklesl o 296 obyvatel, mezi kraji se jednalo o druhý nejmenší pokles po Plzeňském kraji - v daném období se zvýšil počet obyvatel pouze v Praze, ve Středočeském kraji a v Jihomoravském kraji.
V prvním čtvrtletí roku 2025 podobně jako v prvním čtvtrletí roku 2024 nastal pokles počtu obyvatel, protože z kraje se vystěhovalo 3 672 obyvatel, zatímco se přistěhovalo pouze 2 158.
Největší meziroční úbytek na úrovni okresů nastal v roce 2020 v okrese Třebíč, kdy se počet obyvatel okresu snížil o 473 obyvatel.
|                                                                            |                   | celkem  | změna  | okresy  | okresy  | okresy    | okresy    | okresy | okresy | okresy           | okresy           | okresy       | okresy      | narození | zemřelí | migrace | migrace |
| -------------------------------------------------------------------------- | ----------------- | ------- | ------ | ------- | ------- | --------- | --------- | ------ | ------ | ---------------- | ---------------- | ------------ | ----------- | -------- | ------- | ------- | ------- |
| Havlíčkův Brod                                                             | Havlíčkův Brod    | celkem  | změna  | Jihlava | Jihlava | Pelhřimov | Pelhřimov | Třebíč | Třebíč | Žďár nad Sázavou | Žďár nad Sázavou | přistěhovalí | odstěhovalí | narození | zemřelí |         |         |
| celkem                                                                     | změna             | celkem  | změna  | celkem  | změna   | celkem    | změna     | celkem | změna  | celkem           | změna            | přistěhovalí | odstěhovalí | narození | zemřelí |         |         |
| 2006                                                                       |                   | 511 645 |        |         |         |           |           |        |        |                  |                  |              |             |          |         |         |         |
| 2013                                                                       |                   |         | −990   |         |         |           |           |        |        |                  |                  |              |             |          |         |         |         |
| 2015                                                                       |                   |         | −420   |         |         |           |           |        |        |                  |                  |              |             |          |         |         |         |
| 2016                                                                       |                   | 508 952 | −523   |         | −70     |           | +30       |        | −84    |                  | −222             |              | −177        | 5307     | 4997    | 3456    | 4289    |
| 2017                                                                       | celkem            |         | −36    |         |         |           |           |        |        |                  |                  |              |             |          |         |         |         |
| 2017                                                                       | 1. čtvrtletí      | 508 523 | −429   |         | −92     |           | −13       |        |        |                  | −203             |              | −125        |          |         |         |         |
| 2018                                                                       | celkem            | 509 274 | +358   |         | +246    |           | +223      |        | +83    |                  | −357             |              | +163        | 5430     |         | 4460    | 4255    |
| 2018                                                                       | 1. čtvrtletí      |         | −270   |         |         |           |           |        |        |                  |                  |              |             |          |         |         |         |
| 2019                                                                       | 2019              | 509 813 | +539   | 94 915  |         | 113 628   |           | 72 302 |        | 110 810          | −259             | 118 158      |             |          |         |         |         |
| 2020                                                                       | celkem            | 508 852 | −961   | 94 612  | −303    | 113 664   | +36       | 72 298 | −4     | 110 337          | −473             | 177 941      | −217        | 5349     | 6450    | 4456    | 4316    |
| 2020                                                                       | 1. čtvrtletí      | 509 817 | +4     |         | −34     |           | +62       |        | +56    |                  | −87              |              | +7          | 1306     | 1428    | +126    | +126    |
| 2021                                                                       | k 1. 2021         | 503 824 | +21    | 93 617  | +48     | 112 082   | +226      | 71 335 | +218   | 109 546          | −381             | 117 244      | −90         | 5547     | 6438    |         |         |
| 2021                                                                       | k 31. 12. 2021    | 503 845 | +21    | 93 665  | +48     | 112 308   | +226      | 71 553 | +218   | 109 165          | −381             | 117 154      | −90         | 5547     | 6438    |         |         |
| 2022                                                                       | k 1. 2022         | 504 025 | −278   | 93 692  | −155    | 112 415   | +182      | 71 571 | +88    | 109 183          | −277             | 117 164      | −116        | 4927     | 5861    | +656    | +656    |
| 2022                                                                       | k 31. 12. 2022    | 503 747 | −278   | 93 537  | −155    | 112 597   | +182      | 71 659 | +88    | 108 906          | −277             | 117 048      | −116        | 4927     | 5861    | +656    | +656    |
| 2022                                                                       | k 30. 9. 2022     | 504 198 | +173   |         | −95     |           | +238      |        | +161   |                  | −130             |              | −1          | 3845     | 4292    | +620    | +620    |
| 2023                                                                       | celkem            | 517 960 | +3 183 | 95 858  | +682    | 117 728   | +1 687    | 74 575 | +442   | 110 503          | +110             | 119 296      | +262        | 4 476    | 5 466   | 10 828  | 6 655   |
| 2023                                                                       | 1. pololetí       | 516 960 | +2 183 |         | +435    |           | +840      |        | +342   |                  | +247             | 119 353      | +319        | 2 235    | 2 809   | 6 707   | 3 950   |
| 2023                                                                       | 1. -3. čtvrtletí  | 517 598 | +2821  |         |         |           | +1268     |        |        |                  | +201             |              | +253        | 3 438    | 4 022   | 9 128   | 5 813   |
| 2024                                                                       | celkem            | 517 647 |        | 95 877  |         | 118 465   |           | 74 218 |        | 110 209          |                  | 118 878      |             |          |         |         |         |
| 2024                                                                       | 1. čtvrtletí      | 515 894 | −2 066 |         |         |           | −626      |        | −494   |                  |                  |              |             | 1 030    |         | 2 682   | 4 362   |
| 2024                                                                       | 1. pololetí       | 516 913 |        | 95 692  |         | 117 530   |           | 74 320 |        | 110 334          |                  | 119 037      |             |          |         |         |         |
| 2024                                                                       | 1. - 3. čtvrtletí | 517 664 | −296   | 95 957  | +99     | 117 959   | +231      | 74 401 | −174   | 110 282          | −221             | 119 065      | −231        | 3 230    | 4 021   | 8 581   | 8 086   |
| 2025                                                                       | 1. čtvrtletí      | 515 603 | −2 044 | 95 435  | −442    | 117 600   | −865      | 73 878 | −340   | 110 011          | −198             | 118 679      | −199        | 930      | 1 460   | 2 158   | 3 672   |
| 1. 2. 3. 4. 5. 6. 7. 8. 9. 10. 11. 12. 13. 14. 15. 16. 17. 18. 19. 20. 21. |                   |         |        |         |         |           |           |        |        |                  |                  |              |             |          |         |         |         |

## Příčiny a důsledky vylidňování
Vylidňování vesnic probíhá i na Západě, ale podle sociologa Martina Buchtíka má vylidňování vesnic v Česku jiné příčiny, které začaly už za minulého režimu a po revoluci se prohloubily.
Mezi vesnice, které se na Vysočině vylidňují už několik desetiletí, patří ves Vysoká Lhota, oficiálně obec s nejmenším počtem obyvatel. Příčiny jejího vylidňování jsou stejné jako v jiných podobných vsí - chybějící služby a odjezd mladých za prací do větších měst - ve vsi pak zůstávají pouze starší obyvatelé. Věkový průměr ve Vysoké Lhotě je více než 65 let.
Trend stěhování lidí z vesnic do větších sídel je společensky nežádoucí, neboť na venkově, především v místech více vzdálených od spádových center, zůstává větší počet seniorů. Protože s odcházejícími lidmi odcházejí také výnosy z daní, takové obce chudnou. To způsobuje mimo jiné snižování dostupnosti sociálních služeb v terénu.

## Akce proti vylidňování
Některé obce se snaží trend vylidňování zvrátit např. výstavbou bytů nebo komunitních center. Tímto směrem se vydali v Dolních Lažanech, kde obec odkoupila neobydlenou chátrající zemědělskou usedlost a zbourala ji. Protože v obci se narodí jedno dítě ročně, obec neplánovala postavit školku, ale komunitní centrum, jehož součástí měla být knihovna a místnost, kde by si maminky mohly vzájemně hlídat děti. Obec se také rozhodla nabízet stavební parcely. Cestou výstavby sociálních bytů se obec vydávat nechce kvůli obavám, že by se do nich nastěhovali sociálně nepřizpůsobiví, kteří by nemuseli být schopni platit nájem.
V městysu Heraltice se rozhodli opravit neobydlené domy na návsi. V prvním opraveném domě mají být byty a relaxační centrum, sauna a posilovna. Další dům, který městys koupil, plánovali zbourat a místo něj vystavět místo něho bytový dům a zřídit tři nové parcely.
Kraj Vysočina podporoval dotacemi venkovské prodejny, které by bez těchto dotací zanikly. Často je prodejna potravin poslední službou, která v malých obcích ještě zůstala. V roce 2021 ale už příslušný dotační program nebyl vypsán.
Protože s klesajícím počtem obyvatel klesá obci rozpočet a tedy i dostupné prostředky na aktivity, které by mohly obci atraktivitu vrátit. Místo peněz z rozpočtu ale mohou obce využít státní nebo evropské dotace. V Pacově vybudovali s podporou evropských dotací komunitní centrum a mateřskou školu.
Příznivé dopady také může mít vybudování vysokorychlostní železnice. Problém Vysočiny je také vlakové spojení z Jihlavy kamkoliv mimo region, které je nekonkurenceschopné. Evropské vlakové trasy Hamburk-Vídeň a Berlín-Vídeň Česko objíždějí. Tím, že tyto spoje nejezdí přes Česko, musí regiony objednávat více regionálních vlaků nebo méně významných mezinárodních vlaků. Konkurenceschopné mezinárodní spojení by nebylo nutné dotovat a ušetřené finance by bylo možné použít například k rozvoji regionální dopravy ve směrech nepokrytých mezinárodním spojením.

## Působení státu
V prosinci 2019 zveřejnilo Ministerstvo pro místní rozvoj koncepci pro správný rozvoj venkova. Dokument má přispět k tomu, aby venkov nebyl vnímán jako „území druhé kategorie“, ale jako prostor pro život, podnikání a cestovní ruch, a jejím účelem je pomoci dosáhnout většího hospodářského a sociologického rozvoje. Koncepce je pravidelně doplňována a její součástí je řada akčních plánů. I přes existenci této koncepce stát změnami zákonů k omezování služeb na venkově nepřímo k vylidňování obcí přispívá.
Jinak ale stát žádnou strategii k omezení vylidňování a stárnutí nemá, s problémem a jeho důsledky se musí vypořádat místní zastupitelstva.

## Výhledy do budoucna
Podle projekce ČSÚ z roku 2020 vycházející z toho, že k 1. lednu 2019 měl kraj 509 274 obyvatel, by měl úbytek počtu obyvatel patřit k nejvyšším mezi kraji, po roce 2060 by měla přirozeně ztrácet 2600 obyvatel ročně. Migrace tento přirozený by tento úbytek neměla být schopna vyrovnat, pouze zmírnit. Do roku 2070 by se měl počet obyvatel snížit o 16 % na přibližně 426 000.